# 南バンコク火力発電所
南バンコク火力発電所（みなみバンコクかりょくはつでんしょ、タイ語：โรงไฟฟ้าพระนครใต้）とは、タイ王国のサムットプラーカーン県に設置されている、火力発電所である。なお、この発電所はタイ王国発電公社が運営している。

## 概要
南バンコク火力発電所は、1972年11月6日に開業した。2013年現在は発電のための燃料として天然ガスを使用しているものの、開業当初は石油を燃料として使用して運転されていた。しかし、石油危機の影響で原油価格が高騰した影響もあって、当時からこの発電所を運営していたタイ王国発電公社は、何らかの対応を迫られた

。
そんな中、タイランド湾で天然ガスが発見された。これを契機として、この発電所の燃料を石油から天然ガスに変更することとし、実際に変更した。また、この燃料の変更の際に発電設備の更新を行い、コンバインドサイクル発電設備の導入がなされた。こうして2013年現在では、合計3つのコンバインドサイクル発電設備群を持っていて、これらの全ての出力を合計すると1690.6 (MW)である。ちなみに、以前この発電所にあった定格出力20 (MW)の小規模なガスタービンは、ラーンクラブー火力発電所へと移設された

。

## 発電設備
2013年現在、南バンコク火力発電所には、以下の発電設備が存在している。なお、既述の通り、以下の設備の燃料は、全て天然ガスである。
コンバインドサイクル発電設備1号機
ガスタービン - 定格出力 100 (MW) が2基。
蒸気タービン - 定格出力 100 (MW) が1基。
以上を組み合わせて、300 (MW)の出力を持つ。なお、運転開始は1999年である。
コンバインドサイクル発電設備2号機
ガスタービン - 定格出力 202 (MW) が2基。
蒸気タービン - 定格出力 219 (MW) が1基。
以上を組み合わせて、623 (MW)の出力を持つ。なお、運転開始は2007年である。
コンバインドサイクル発電設備3号機
ガスタービン - 定格出力 246 (MW) が2基。
蒸気タービン - 定格出力 275.6 (MW) が1基。
以上を組み合わせて、767.6 (MW)の出力を持つ。なお、運転開始は2008年である。

## 主な参考文献
- 南バンコク火力発電所の概要
- 南バンコク火力発電所

座標: 北緯13度37分08秒 東経100度33分29秒 / 北緯13.6188度 東経100.558度